# Jiro Takeda
Jiro Takeda (武田 治郎, Takeda Jiro) est un footballeur japonais né le 18 septembre 1972. Il était gardien de but.